# Temporada 1978-79 de l'NBA
La temporada 1978-79 de l'NBA fou la 33a en la història de l'NBA. Seattle SuperSonics fou el campió després de guanyar a Washington Bullets per 4-1.

## Classificacions

### Conferència Est
| Equip              | V  | D  | %V   | P  |
| ------------------ | -- | -- | ---- | -- |
| Washington Bullets | 54 | 28 | ,659 | -  |
| Philadelphia 76ers | 47 | 35 | ,573 | 7  |
| New Jersey Nets    | 37 | 45 | ,451 | 17 |
| New York Knicks    | 31 | 51 | ,378 | 23 |
| Boston Celtics     | 29 | 53 | ,354 | 25 |

| Equip               | V  | D  | %V   | P  |
| ------------------- | -- | -- | ---- | -- |
| San Antonio Spurs   | 48 | 34 | ,585 | -  |
| Houston Rockets     | 47 | 35 | ,573 | 1  |
| Atlanta Hawks       | 46 | 36 | ,561 | 2  |
| Detroit Pistons     | 30 | 52 | ,366 | 18 |
| Cleveland Cavaliers | 30 | 52 | ,366 | 18 |
| New Orleans Jazz    | 26 | 56 | ,317 | 22 |

### Conferència Oest
| Equip             | V  | D  | %V   | P  |
| ----------------- | -- | -- | ---- | -- |
| Kansas City Kings | 48 | 34 | ,585 | -  |
| Denver Nuggets    | 47 | 35 | ,573 | 1  |
| Indiana Pacers    | 38 | 44 | ,463 | 10 |
| Milwaukee Bucks   | 38 | 44 | ,463 | 10 |
| Chicago Bulls     | 31 | 51 | ,378 | 17 |

| Equip                  | V  | D  | %V   | P  |
| ---------------------- | -- | -- | ---- | -- |
| Seattle SuperSonics C  | 52 | 30 | ,634 | -  |
| Phoenix Suns           | 50 | 32 | ,610 | 2  |
| Los Angeles Lakers     | 47 | 35 | ,573 | 5  |
| Portland Trail Blazers | 45 | 37 | ,549 | 7  |
| San Diego Clippers     | 43 | 39 | ,524 | 9  |
| Golden State Warriors  | 38 | 44 | ,463 | 14 |

* V: Victòries
* D: Derrotes
* %V: Percentatge de victòries
* P: Diferència de partits respecte al primer lloc
* C: Campió

## Estadístiques
| Categoria                   | Jugador             | Equip              | Mitjana/% |
| --------------------------- | ------------------- | ------------------ | --------- |
| Punts per partit            | George Gervin       | San Antonio Spurs  | 29,6      |
| Rebots per partit           | Moses Malone        | Houston Rockets    | 17,6      |
| Assistències per partit     | Kevin Porter        | Detroit Pistons    | 13,4      |
| Robatoris per partit        | M. L. Carr          | Detroit Pistons    | 2,46      |
| Taps per partit             | Kareem Abdul-Jabbar | Los Angeles Lakers | 3,95      |
| Percentatge de tirs de camp | Cedric Maxwell      | Boston Celtics     | 58,4%     |
| Percentatge de tirs lliures | Rick Barry          | Houston Rockets    | 94,7%     |

## Premis
- MVP de la temporada
  -  Moses Malone (Houston Rockets)

- Rookie de l'any
  -  Phil Ford (Kansas City Kings)

- Entrenador de l'any
  -  Cotton Fitzsimmons (Kansas City Kings)

- Primer quintet de la temporada
  - Paul Westphal, Phoenix Suns
  - George Gervin, San Antonio Spurs
  - Moses Malone, Houston Rockets
  - Marques Johnson, Milwaukee Bucks
  - Elvin Hayes, Washington Bullets

- Segon quintet de la temporada
  - Walter Davis, Phoenix Suns
  - Bobby Dandridge, Washington Bullets
  - Kareem Abdul-Jabbar, Los Angeles Lakers
  - World B. Free, San Diego Clippers
  - Phil Ford, Kansas City Kings

- Millor quintet de rookies
  - Mychal Thompson, Portland Trail Blazers
  - Terry Tyler, Detroit Pistons
  - Ron Brewer, Portland Trail Blazers
  - Reggie Theus, Chicago Bulls
  - Phil Ford, Kansas City Kings

- Primer quintet defensiu
  - Bobby Jones, Philadelphia 76ers
  - Bobby Dandridge, Washington Wizards
  - Kareem Abdul-Jabbar, Los Angeles Lakers
  - Dennis Johnson, Seattle SuperSonics
  - Don Buse, Phoenix Suns

- Segon quintet defensiu
  - Maurice Lucas, Portland Trail Blazers
  - M. L. Carr, Detroit Pistons
  - Moses Malone, Houston Rockets
  - Lionel Hollins, Portland Trail Blazers
  - Eddie Johnson, Atlanta Hawks